# Lake Odessa
Lake Odessa es una villa ubicada en el condado de Ionia en el estado estadounidense de Míchigan. En el Censo de 2010 tenía una población de 2018 habitantes y una densidad poblacional de 871,54 personas por km².

## Geografía
Lake Odessa se encuentra ubicada en las coordenadas 42°46′58″N 85°8′15″O / 42.78278, -85.13750. Según la Oficina del Censo de los Estados Unidos, Lake Odessa tiene una superficie total de 2.32 km², de la cual 2.31 km² corresponden a tierra firme y (0.11%) 0 km² es agua.

## Demografía
Según el censo de 2010, había 2018 personas residiendo en Lake Odessa. La densidad de población era de 871,54 hab./km². De los 2018 habitantes, Lake Odessa estaba compuesto por el 91.38% blancos, el 0.15% eran afroamericanos, el 0.4% eran amerindios, el 0.84% eran asiáticos, el 0% eran isleños del Pacífico, el 4.16% eran de otras razas y el 3.07% pertenecían a dos o más razas. Del total de la población el 10.26% eran hispanos o latinos de cualquier raza.